# Långholm, Esbo
Långholm, finska: Pitkäsaari, är en ö i Finland. Den ligger i Finska viken och i kommunen Esbo i den ekonomiska regionen  Helsingfors i landskapet Nyland, i den södra delen av landet. Ön ligger nära Helsingfors.
Öns area är 1,8 hektar och dess största längd är 320 meter i sydöst-nordvästlig riktning.